# イオンタウン大安寺
イオンタウン大安寺（いおんたうんだいあんじ）は、奈良県奈良市にあるイオンビッグ株式会社が開発・運営するショッピングセンター。ザ・ビッグエクストラ大安寺店と専門店からなる。

## 概要
2004年（平成16年）5月29日、奈良交通奈良営業所（現在は大和郡山市白土町に移転統合）と近鉄バス奈良営業所の用地だった場所に「イオン大安寺ショッピングセンター」として開業。郊外型のショッピングセンターではなく、JR奈良駅から南へ約1km、JR京終駅から西へ0.8kmの市街地に位置し、奈良県道754号沿い。核店舗には全国では6店目、奈良県内では2店舗目のイオンスーパーセンターとなるイオンスーパーセンター大安寺店が入居。イオンスーパーセンター天理店およびジャスコ奈良南店との差別化を図るために都市型スーパーセンターをコンセプトとして開発された。
その後、2008年（平成20年）9月1日に24時間営業から9時-24時営業に変更され、2011年（平成23年）8月21日にはそれまでの運営会社イオンリテールが会社分割されてイオンビッグが設立。同時にこの店の運営がイオンビッグに事業継承された。
また、2012年（平成24年）3月17日には周辺住民が価格を重視していることや、ディスカウントストアの要望が多いことを受けてイオンスーパーセンター大安寺店がザ・ビッグエクストラ大安寺店に業態転換。奈良県内では初のザ・ビッグとなる。再オープンに伴い、施設全体の名称がイオンタウン大安寺に改称され、営業時間が9時-22時に短縮された。

## 備考
- 店内は天井高が5m、メーン通路の幅が5mと広く設計され、屋上駐車場と売場とはオートスロープで結ばれている[2]。
- 奈良県の「第8回住みよい福祉のまちづくり施設賞」に入賞している[6]。

## 参照元
1. 1 2  イオンスーパーセンター大安寺店と18の専門店” 5/29(土)『イオン大安寺ショッピングセンター』オープン - ウェイバックマシン（2004年5月3日アーカイブ分） イオン、2004年4月27日
2. 1 2  「イオン、『大安寺SC』オープン、奈良県で初の24時間営業大型店」『日本食糧新聞』2004年6月4日付、第11面
3. ↑  「全国小売流通特集 2004年の注目の新店舗 イオン『SuC大安寺店』」『日本食糧新聞』2004年7月20日付、第23面
4. ↑  「イオンビッグ、『ザ・ビッグエクストラ大安寺店』オープン 総合DSに業態転換」『日本食糧新聞』2012年4月2日付、第4面
5. ↑  「新業態でリニューアル きょうオープン 県内初出店 ディスカウント『ザ・ビッグエクストラ大安寺店』」奈良新聞WEB、2012年3月17日
6. ↑  第8回住みよい福祉のまちづくり施設賞入賞作品 - 奈良県